# Platanen

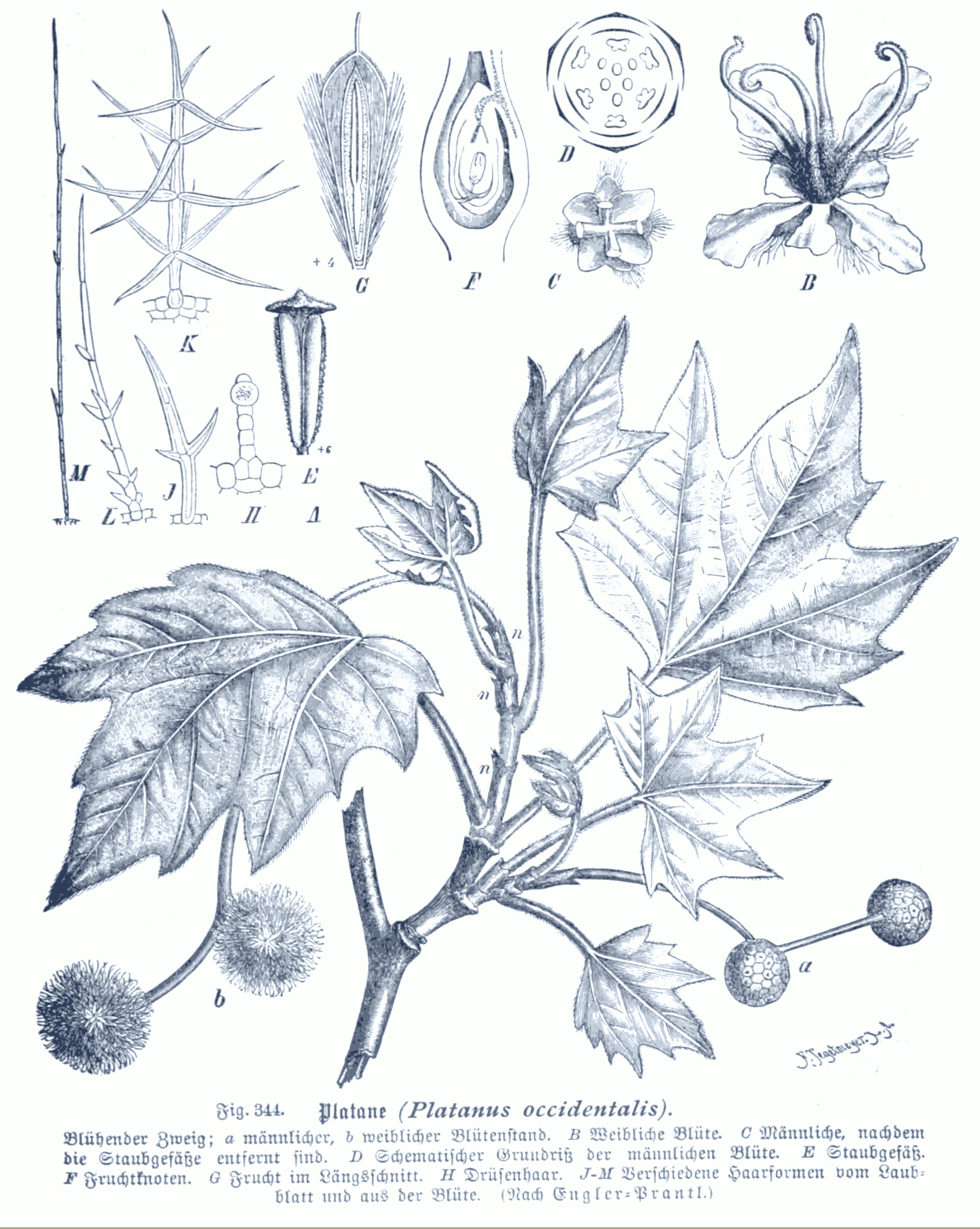
Illustration von
Platanus occidentalis

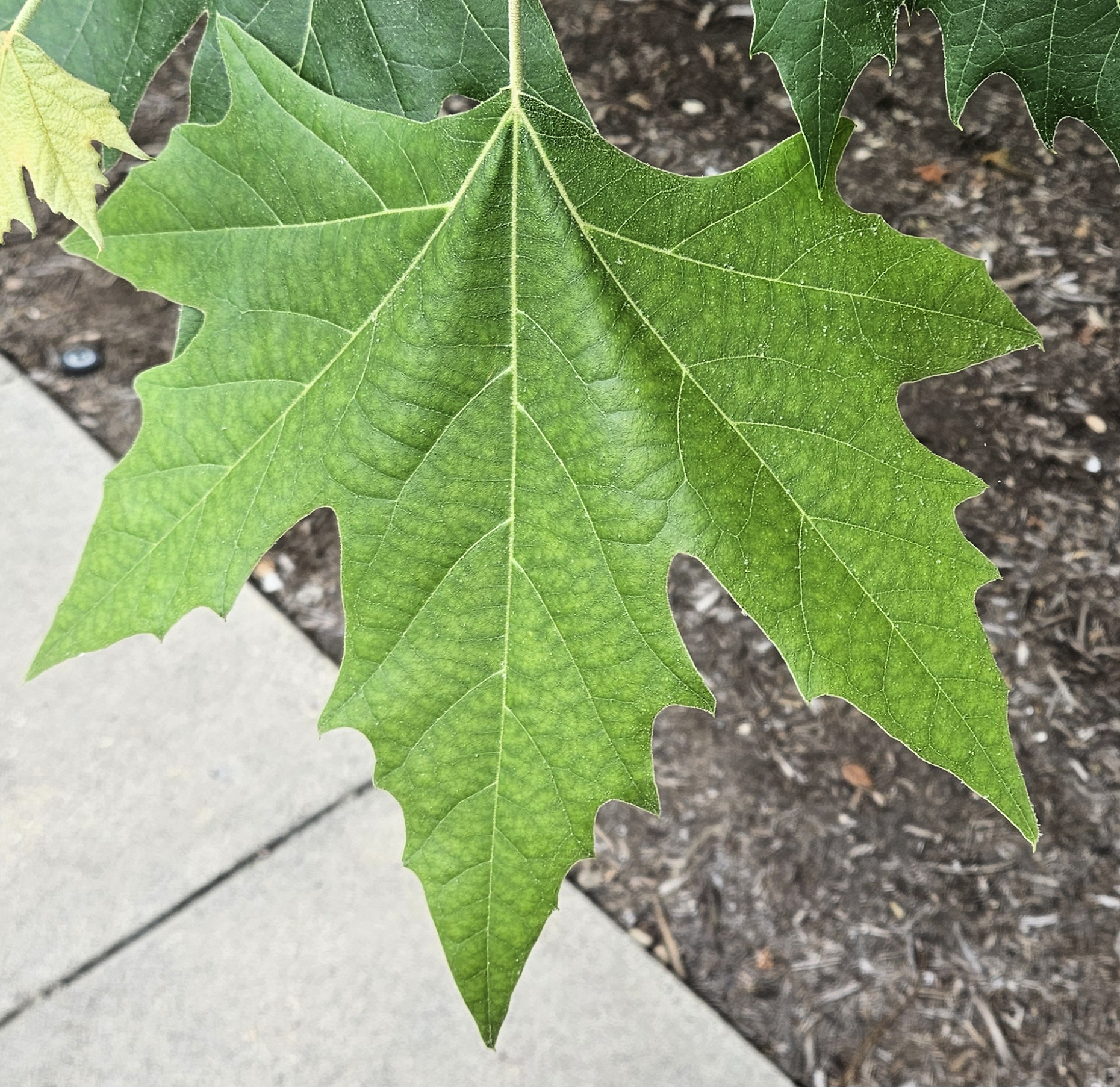
Blatt von Platanus × hispanica

Die Platanen (Platanus, von altgriechisch πλάτανος plátanos „Platane“) bilden die einzige Gattung der Pflanzenfamilie der Platanengewächse (Platanaceae). Sie kommen vorwiegend auf der Nordhalbkugel in den gemäßigten Klimazonen Europas, Asiens und Nordamerikas vor (Holarktis). Die Art Platanus wyomingensis ist fossil bereits aus dem Eozän bekannt.
In Mitteleuropa ist die Ahornblättrige Platane (Platanus × hispanica) häufig als Park- und Alleebaum anzutreffen. Sie entstand um 1650 aus Kreuzung der Amerikanischen Platane (Platanus occidentalis) und der Morgenländischen Platane (Platanus orientalis).

## Beschreibung

### Vegetative Merkmale
Platanen sind, je nach Art, laubabwerfende bis halbimmergrüne Bäume, die Wuchshöhen von 25 bis zu 50 Metern erreichen. Die Borke blättert jährlich in dünnen Platten ab und hinterlässt ein typisches Mosaik aus hellgelben, grünlichen und grauen Bereichen. Platanen sind mistelfest, sind also völlig immun gegen Befall durch die Weißbeerige Mistel. Junge Laubblätter, die Rinde der jungen Zweige und die Blütenstände sind wollig mit Sternhaaren bedeckt.
Die wechselständig an den Zweigen angeordneten Laubblätter sind in Blattstiel und -spreite gegliedert. Die Blattspreiten sind meist handförmig gelappt bis geteilt (selten ungelappt, sonst drei- bis siebenlappig). Die meisten Blätter sind leicht mit denen bestimmter Ahorn-Arten zu verwechseln. Es sind Nebenblätter vorhanden.
Während der gesamten Vegetationsperiode wird vom Platanenbaum „Haarstaub“ abgesondert, was während der Belaubungszeit wegen der vergrößerten Oberfläche zu signifikanten Mengen von Absonderungen führen kann. Die Absonderungen werden wie die Samen luftgetragen in der Umgebung eines Baumexemplares verteilt.

### Blütenstände und Blüten
Platanen-Arten sind einhäusig gemischtgeschlechtig (monözisch). Die meist gestielten, kugeligen Blütenstände stehen achselständig, zumeist ein bis fünf (selten zwölf) an kurzen Zweigen, jeweils nur mit Blüten eines Geschlechtes. Die männlichen Blüten enthalten je drei bis mehr als sechs (bis acht) Kelch- und Kron- und Staubblätter. Die weiblichen Blüten enthalten drei bis vier Kelchblätter und keine Kronblätter, drei bis vier Staminodien und drei bis neun freie Fruchtblätter (Stempel). Die Bestäubung erfolgt durch den Wind.
Die Blütezeit der Platanen wird für Mitteleuropa je nach Standort zwischen der 12. Woche (Mitte März) und der 24. Woche (Ende Mai) angegeben. Die Hauptzeit für den Pollenflug gemäß Pollenkalender liegt dabei zwischen der 15. Woche (Mitte April) und 20. Woche (Mitte Mai).

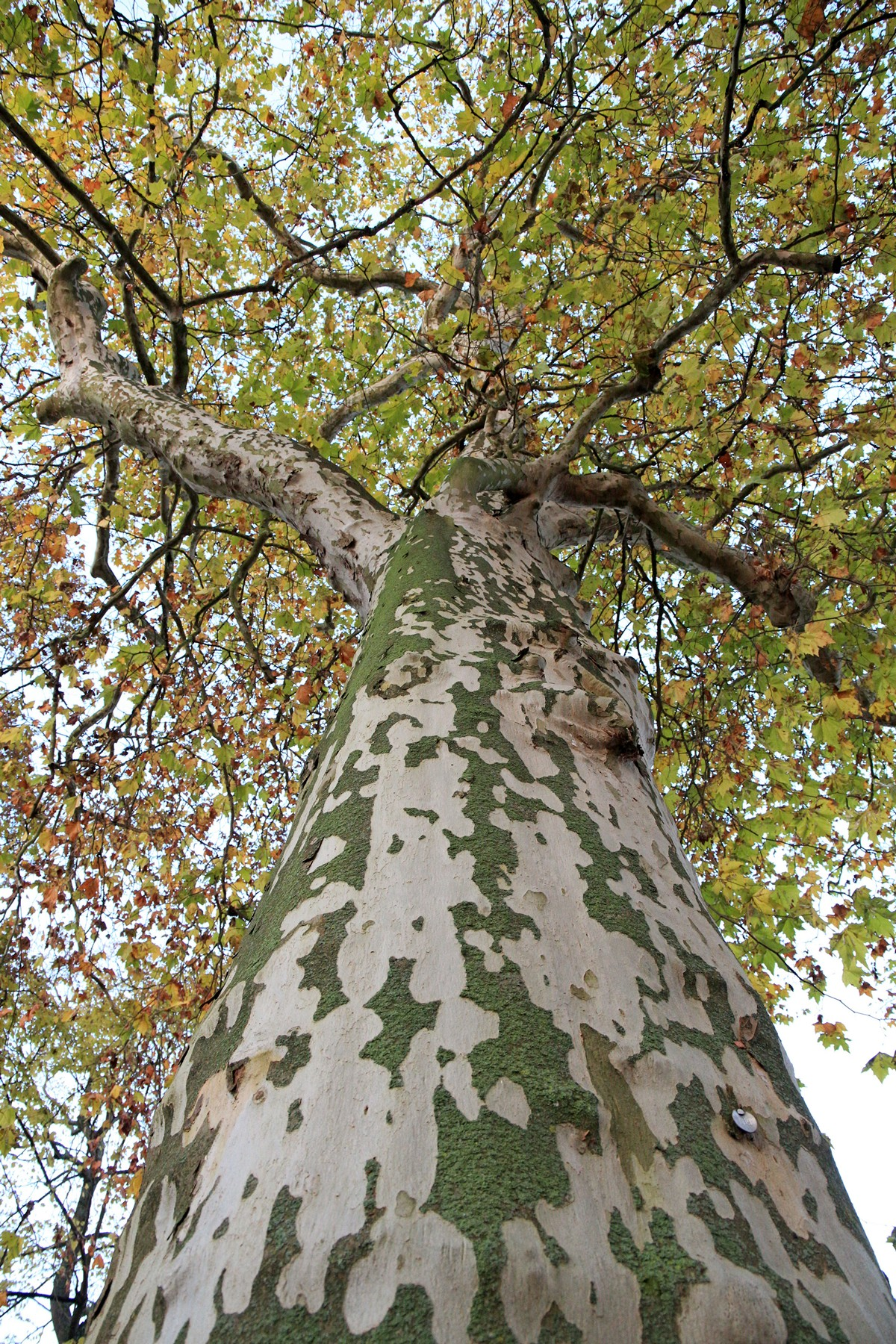
Platanen werfen ihre nicht mitwachsende Rinde (Borke) regelmäßig ab, so dass der Stamm sehr fleckig erscheint

### Frucht
Die Frucht verbleibt größtenteils über Winter an den Zweigen und hat eine kugelige Form mit komprimierten Fasern um ein Nüsschen als Basis. Die einsamigen und keilförmigen Achänen mit behaarter Basis (ohne Pappus) und einem kurzen beständigen Griffel, stehen zu vielen in den 2 bis 3 Zentimeter großen Fruchtverbänden zusammen. Im Frühjahr zerfasert der Fruchtkörper und die Samen werden luftgetragen in der Umgebung verteilt.

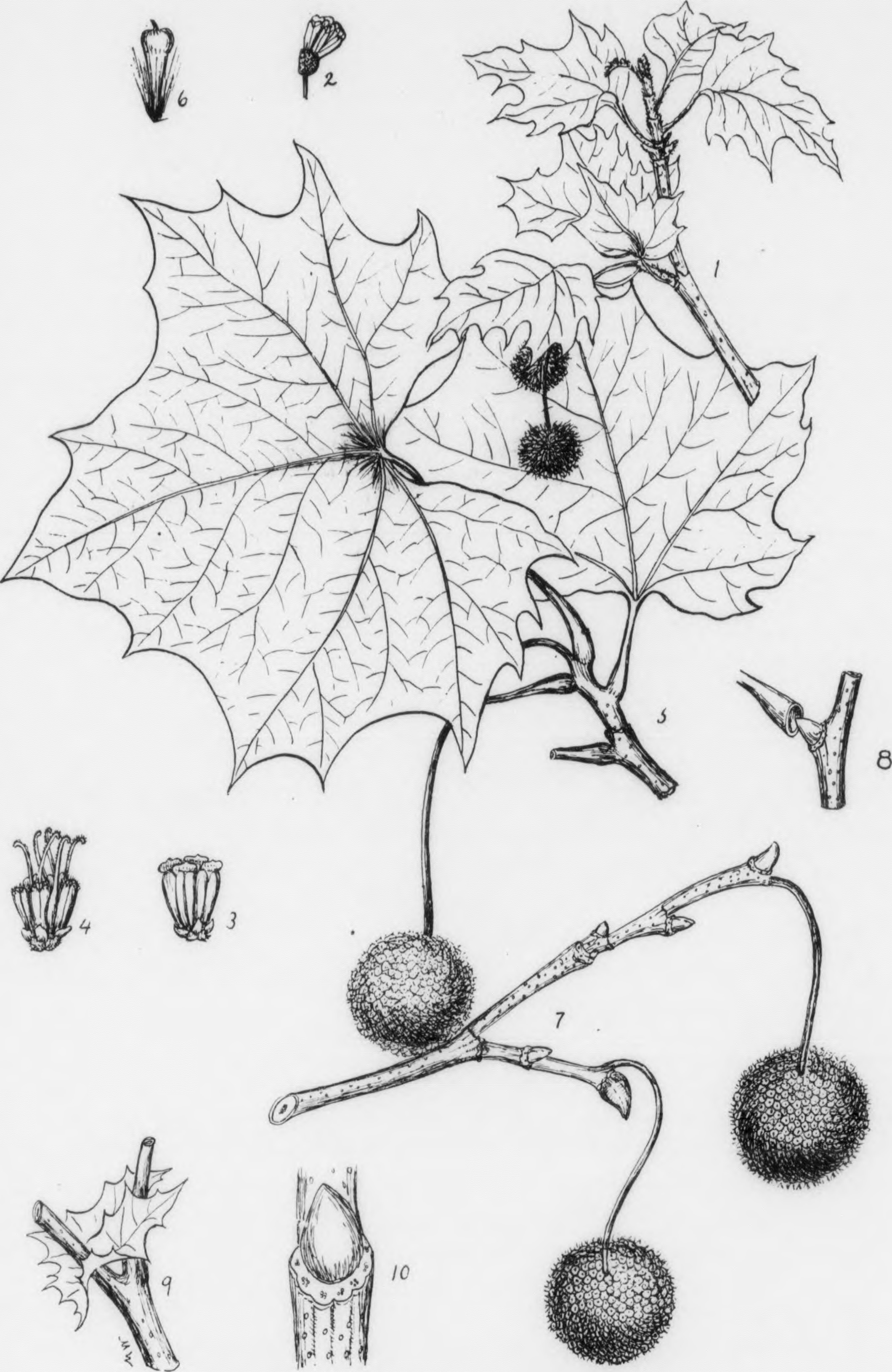
Illustration von Platanus occidentalis
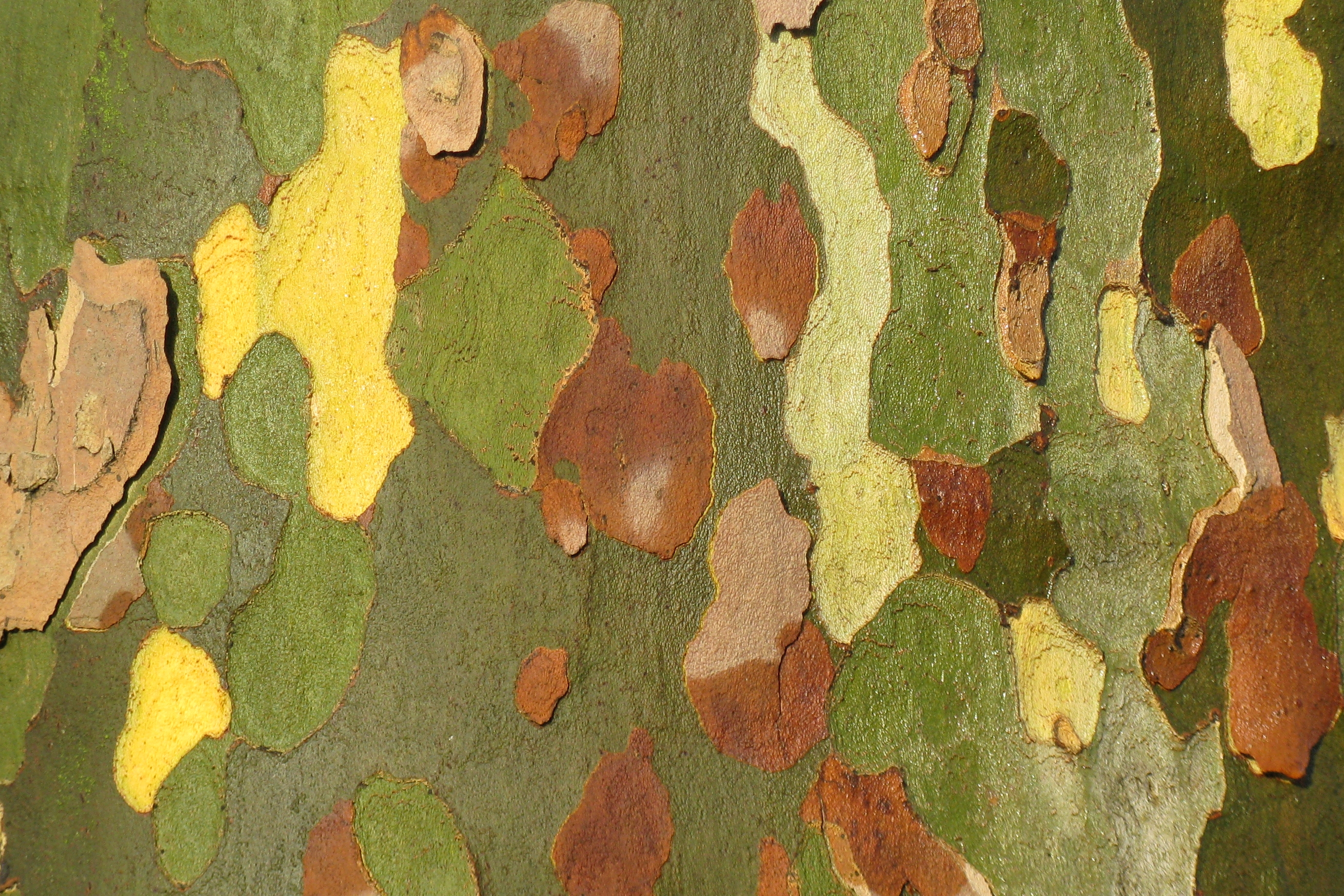
Borke einer Ahornblättrigen Platane (Platanus × hispanica)
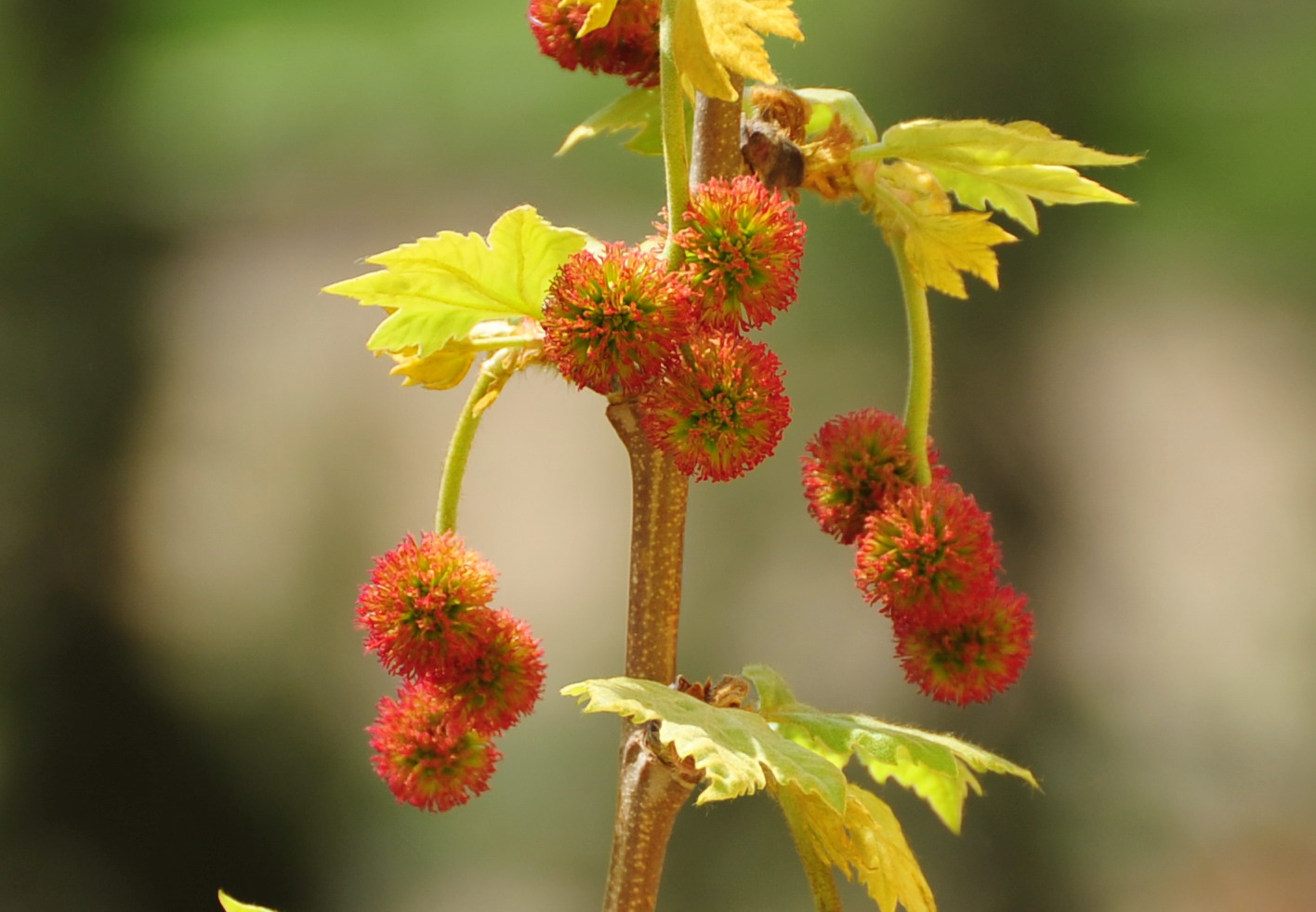
Blütenstände der Morgenländischen Platane (Platanus orientalis)
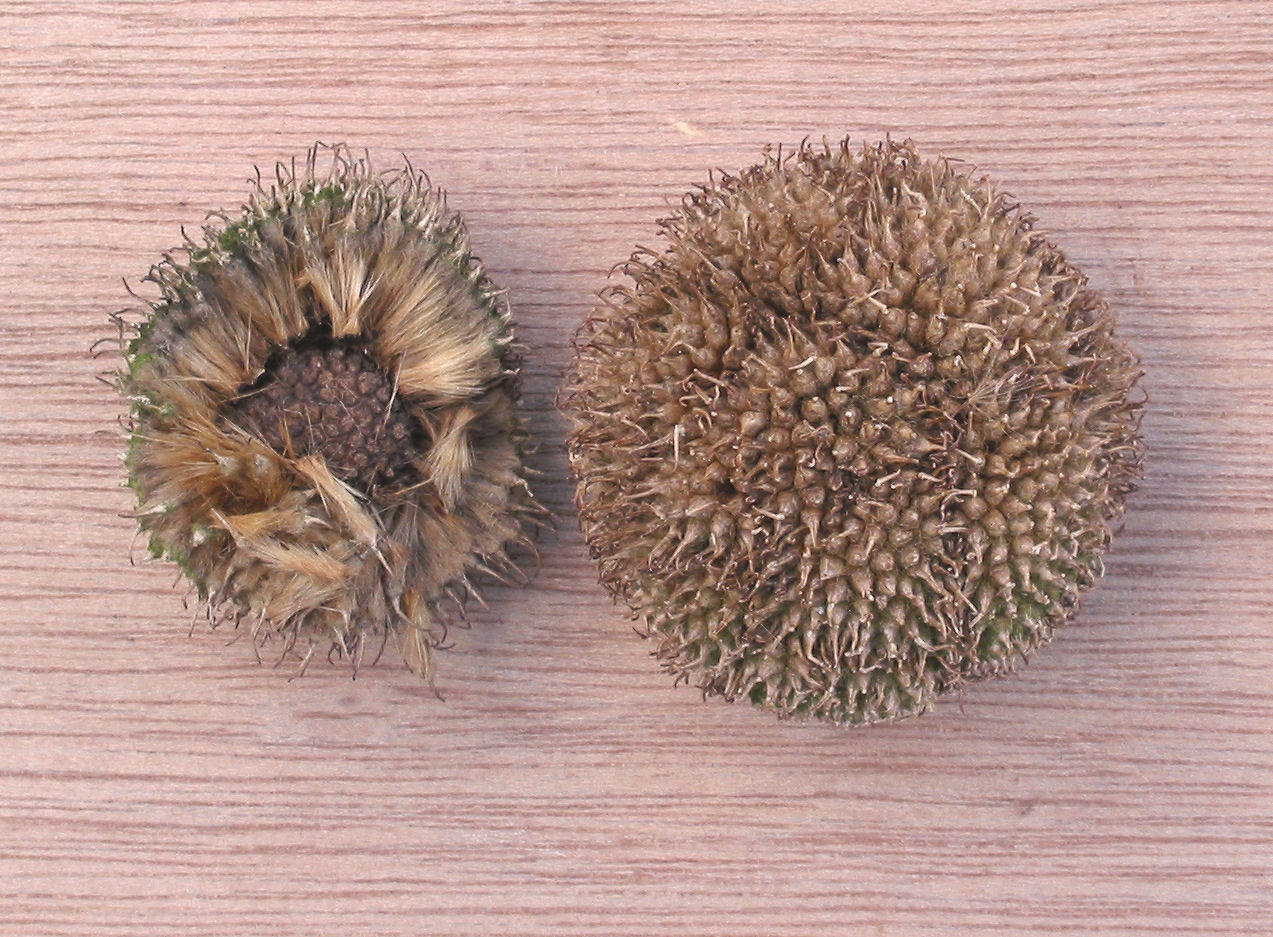
Fruchtstände einer Amerikanischen Platane (Platanus occidentalis)

## Ökologie
Weil Platanen in Form der Hybride Platanus × hispanica sehr häufig für Alleen und Parks zu finden sind, haben sie eine große Bedeutung als ökologische Nische für den urbanen Raum. In Deutschland bietet sie dabei auch für streng geschützte Arten Schutz wie die Käfer Körnerbock und Großer Goldkäfer und Fledermäuse wie den Abendsegler.
Insbesondere wenn die Wachstumsbedingungen wie in Städten nicht ideal sind, können Platanen vielfältige Höhlenstrukturen bilden, die als Habitat für zahlreiche Arten dienen. Besonders große Höhlen werden gerne von Dohlen genutzt, während kleinere ideal für Stare oder Haussperlinge sind.
Pilze wie der zottige Schillersporling, der Platanen häufig befällt, spielen eine wichtige Rolle bei der Höhlenbildung.
In den USA nutzen auch Schwarzbären die Höhlen von großen Platanen für ihren Nachwuchs, während die Motte Halysidota harrisii sich sogar vollständig auf die Amerikanische Platane spezialisiert hat.

### Wechselwirkungen
Der vom Platanenbaum abgesonderte Haarstaub wird in der Umgebung einer Platane verteilt. Diese Absonderungen können bei Menschen und Tieren zu Reizungen der Augen, der Haut oder der Atmungswege führen. Insbesondere die Wirkung durch das Einatmen, der sogenannte Platanenhusten, ist bereits seit Alters her bekannt.

## Systematik

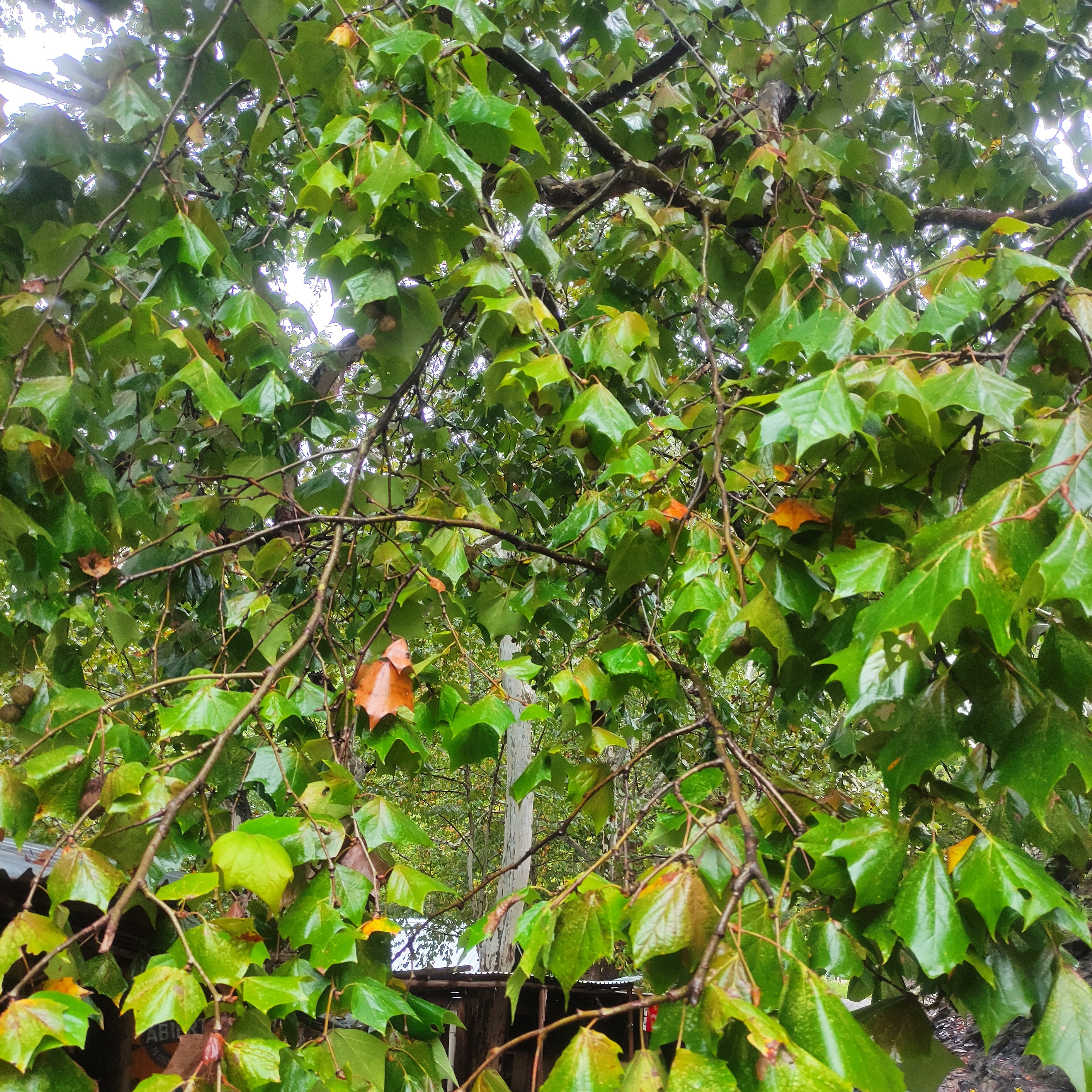
Mexikanische Platane
(Platanus mexicana)

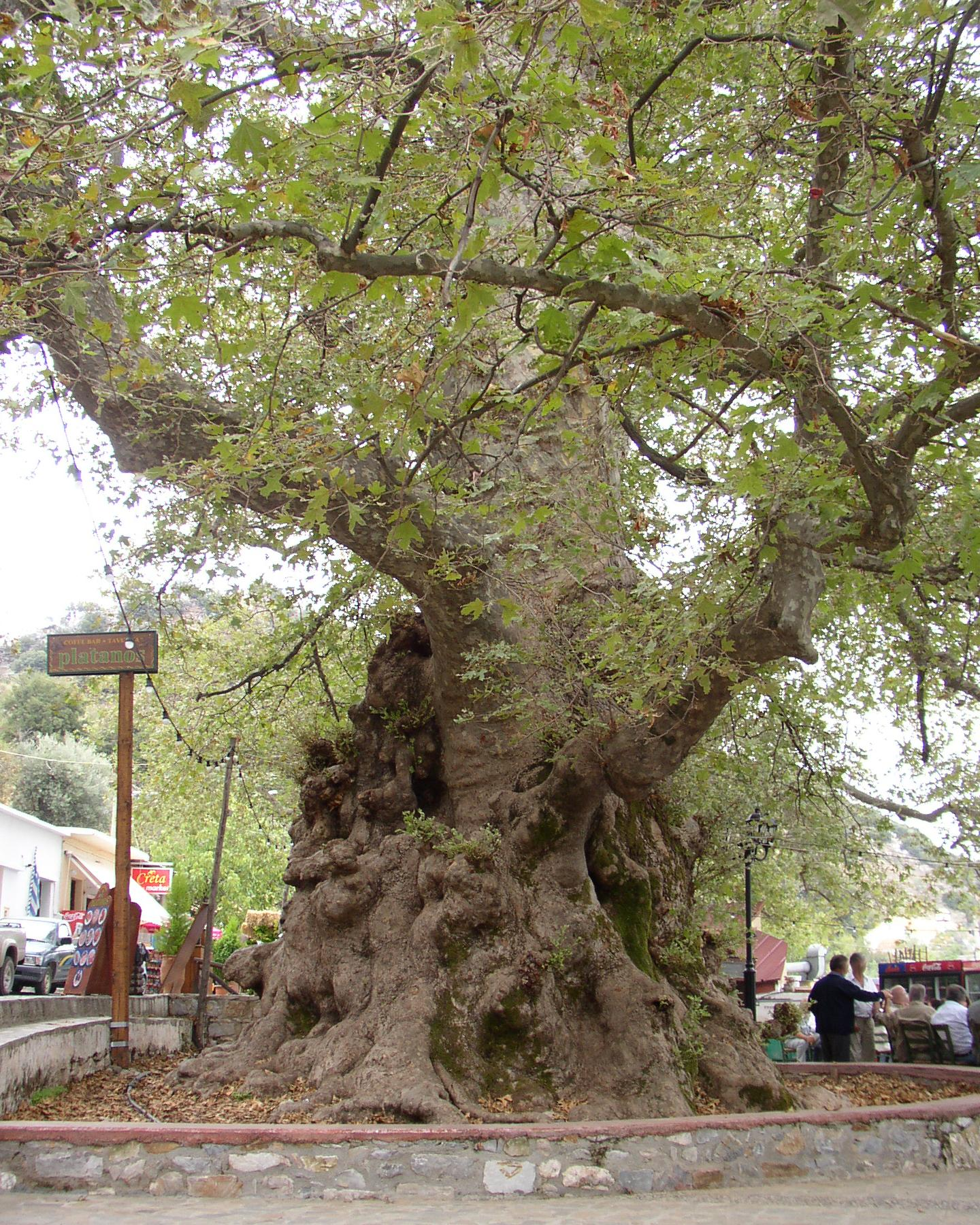
Kretas größte Platane (in Krasi), eine Morgenländische Platane (Platanus orientalis)

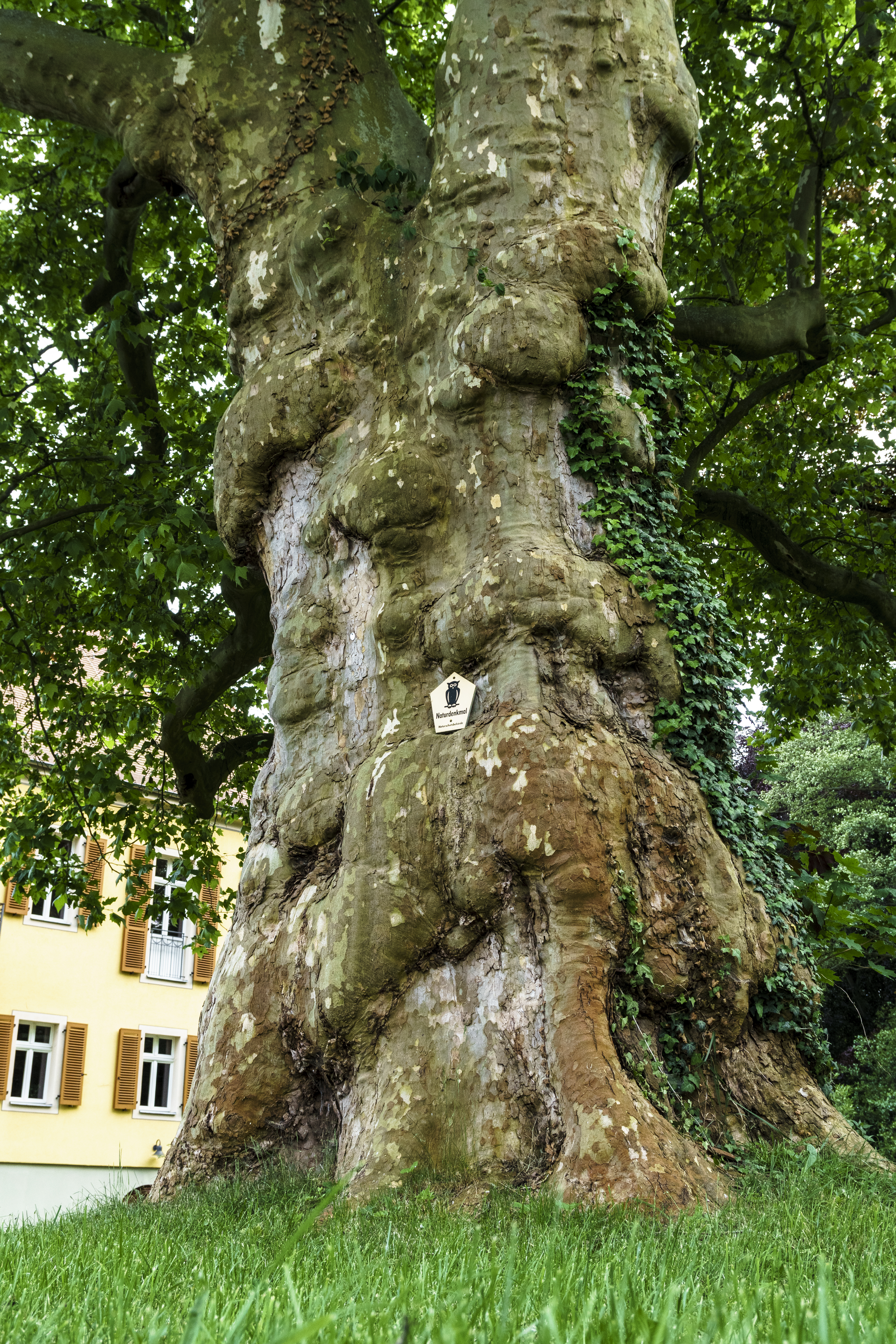
Platane am Rathaus in Bernsdorf (Sachsen)

Die Gattung Platanus wurde 1753 durch Carl von Linné in Species Plantarum, 2 S. 999 aufgestellt. Als Lectotypusart wurde 1908 Platanus orientalis L. durch Gleason in N. Amer. Fl., 22, S. 227 festgelegt. Der Name platanos war bereits bei den alten Griechen bekannt.
Es gibt acht bis zehn Arten in der Gattung Platanus:
- Kerrs Platane (Platanus kerrii Gagnepain): Es ist die einzige tropische, immergrüne Art in Laos und Vietnam.
- Platanus lindeniana M.Martens & Galeotti: Die Heimat ist Mexiko.
- Mexikanische Platane (Platanus mexicana Moric.): Die Heimat ist Mexiko.
- Platanus oaxacana Standl.: Die Heimat ist Mexiko.
- Amerikanische oder Westliche Platane (Platanus occidentalis L.): Sie ist von Kanada über weite Gebiete der USA bis Mexiko verbreitet.
- Morgenländische Platane oder Orientalische Platane (Platanus orientalis L.): Ihr natürliches Verbreitungsgebiet liegt in Südwestasien und Südosteuropa. Sie wird in den gemäßigten Breiten als Ziergehölz verwendet.
- Kalifornische Platane (Platanus racemosa Nutt.): Sie kommt ursprünglich nur in Kalifornien und Niederkalifornien vor, wurde 1910 nach Europa eingeführt.[7]
- Platanus rzedowskii Nixon & Poole: Die Heimat ist Mexiko.
- Arizona-Platane (Platanus wrightii S.Watson): Sie kommt in den US-Bundesstaaten Arizona sowie New Mexico und in den mexikanischen Bundesstaaten Chihuahua, Sinaloa sowie Sonora vor.
- Ahornblättrige Platane, Gemeine oder Bastard-Platane (Platanus × hispanica Münchh.) ist eine Hybride aus Platanus occidentalis und Platanus orientalis.

Fossile Vertreter sind:
- Platanus aceroides
- Platanus dissecta
- Platanus wyomingensis

## Besonderheiten
Nach Deutschland sollen die ersten Platanen etwa in der Mitte des 18. Jahrhunderts gekommen sein. Allerdings ist dies nicht klar beweisbar. In England waren sie schon Mitte des 16. Jahrhunderts bekannt. Die Platanen am Rondell in Dessau wurden 1781 von Fürst Leopold III. Friedrich Franz von Anhalt-Dessau gepflanzt. Sie zählen zu den ältesten ihrer Art in Deutschland und sind somit eine dendrologische Seltenheit mit ihrem Alter von fast 230 Jahren.
Die Mozart-Platane in Wien ist eine Morgenländische Platane, die vermutlich im Jahre 1780 gepflanzt wurde. Sie hat einen Stammumfang von 6 Metern und ist als Naturdenkmal ausgewiesen.
In der Wiener Innenstadt wurde im Februar 2021 eine über 80 Jahre alte Platane, die aufgrund des U-Bahn-Baus zur Fällung vorgesehen war, durch die Initiative eines privaten Baumpflegers mit Erfolg an einen neuen, etwa 500 Meter entfernten Standort übersiedelt. Sie gedeiht seither prächtig, muss aber noch mit Seilen gestützt werden, da der Wurzelballen für den Transport verkleinert werden musste. Da sie an ihrem früheren Standort neben dem Café Eiles stand, wird sie zumeist als „Eiles-Platane“ bezeichnet.
In Herzogenrath wurde etwa 1750 eine Ahornblättrige Platane gepflanzt, die damit zu den ältesten dieser Art gehört. Sie ist 33 Meter hoch und besitzt einen Stammumfang von 6,05 Metern.
Die Ahornblättrige Platane in Oelzschau im Landkreis Nordsachsen soll schon 1668 gepflanzt worden sein und hat eine Baumhöhe von über 42 Metern.
Die Platanenallee auf der Neckarinsel in Tübingen wurde 1828 gepflanzt und gilt als die älteste erhaltene Allee dieser Baumart in Deutschland. Sie besteht heute aus 84 Bäumen.
Napoleon Bonaparte soll für seine in den Krieg ziehenden Soldaten Platanen an den Landstraßen angepflanzt haben. Im Jahr 1811 ließ Napoleon anlässlich der Geburt seines Sohnes in Acqui an der Straße nach Savona Platanen pflanzen, die Ende der 1960er Jahre 35 bis 40 Meter hoch geworden waren.
In Paris sind 40 Prozent aller Bäume Platanen.
Die Platane des Hippokrates steht in Kos.
Da die Rinde nicht mitwächst, fällt sie im Sommer regelmäßig mit zum Teil gut hörbarem Geräusch ab. Die Vitalität der Bäume bleibt dadurch unverändert erhalten.